# みーたまつもと
『みーたまつもと』はCBCラジオで毎月第4月曜日に放送しているラジオ番組。2015年10月26日（25日深夜）放送開始。2017年3月26日で最終回を迎える。

## 概要
- CBCラジオのレポートドライバー（レポドラ）の、石坂美咲、三浦珠実、松本結花の3人が、『深夜の女子会』をテーマに、普段見ることのできない素のレポドラの姿を放送するラジオ番組[1]。ちなみにタイトル名の由来は3人の各あだ名（みーちゃん、たまちゃん、まつもと）から取った[1]。

## パーソナリティー
- 石坂美咲（みーちゃん）
- 三浦珠実（たまちゃん）
- 松本結花（まつもと）

## 放送時間
- 毎月第4月曜日 0:00 - 0:15（日曜深夜）[2]
  - 2016年1月1日は、特別番組として22:00 - 23:00に放送。